# Conestoga (cheval)
Pour les articles homonymes, voir Conestoga.
Le Conestoga (anglais : Conestoga horse) est une race de chevaux de trait américaine, désormais éteinte.

## Dénomination
D'après l'écrivain Giacomo Giammatteo, il y a controverse autour de la graphie juste du nom de cette race de chevaux et de son origine. Suivant la théorie selon laquelle cette race a été selectionnée pour tracter des chariots du nom de conestoga, son nom s'écrit avec une initiale minuscule ; si la race est nommée la rivière Conestoga ou le canton de Conestoga (en Pennsylvanie), alors son nom s'écrit avec une initiale en majuscule.

## Histoire
Il descend de chevaux de trait européens importés aux États-Unis, et notamment de l'ancien cheval flamand, mais aussi de chevaux de trait anglais. La race est formée à la fin du XVIIIe siècle, par croisements entre les juments des colons de la Pennsylvanie, d'origine néerlandaise, allemande, française et suisse. Ils utilisent pour cela des étalons de trait importés de toute origine, majoritairement flamands. L'objectif est d'obtenir un cheval de traction pour les chariots bâchés sur longues distances, une tâche à laquelle les chevaux de trait directement importés d'Europe étaient rarement adaptés.
L'extinction survient probablement à la fin du XIXe siècle, et dans tous les cas avant le début du XXe siècle.

## Description
Il s'agissait vraisemblablement davantage d'un type de cheval que d'une race. Il est de grande taille, entre 1,63 m et 1,73 m, et se présente comme un grand et puissant cheval de trait, aux jambes longues, terminées par des sabots particulièrement larges.
La robe est généralement le bai, le bai-brun, le noir ou le gris.

## Utilisations
Le dressage de ces chevaux pour la traction des chariots s'effectuait davantage à la voix qu'au mors. Ils travaillaient généralement en groupe, spécifiquement pour la traction des chariots bâchés du même nom (les Conestoga), transportant les familles de colons le long des routes américaines. Les juments étaient populaires pour faire naître des mules.

## Diffusion de l'élevage
La race a évolué dans le comté de Lancaster, en Pennsylvanie. L'étude menée par l'université d'Uppsala, publiée en août 2010 pour la FAO, le signale comme une race locale nord-américaine, désormais éteinte.